# Pellegrino Rossi

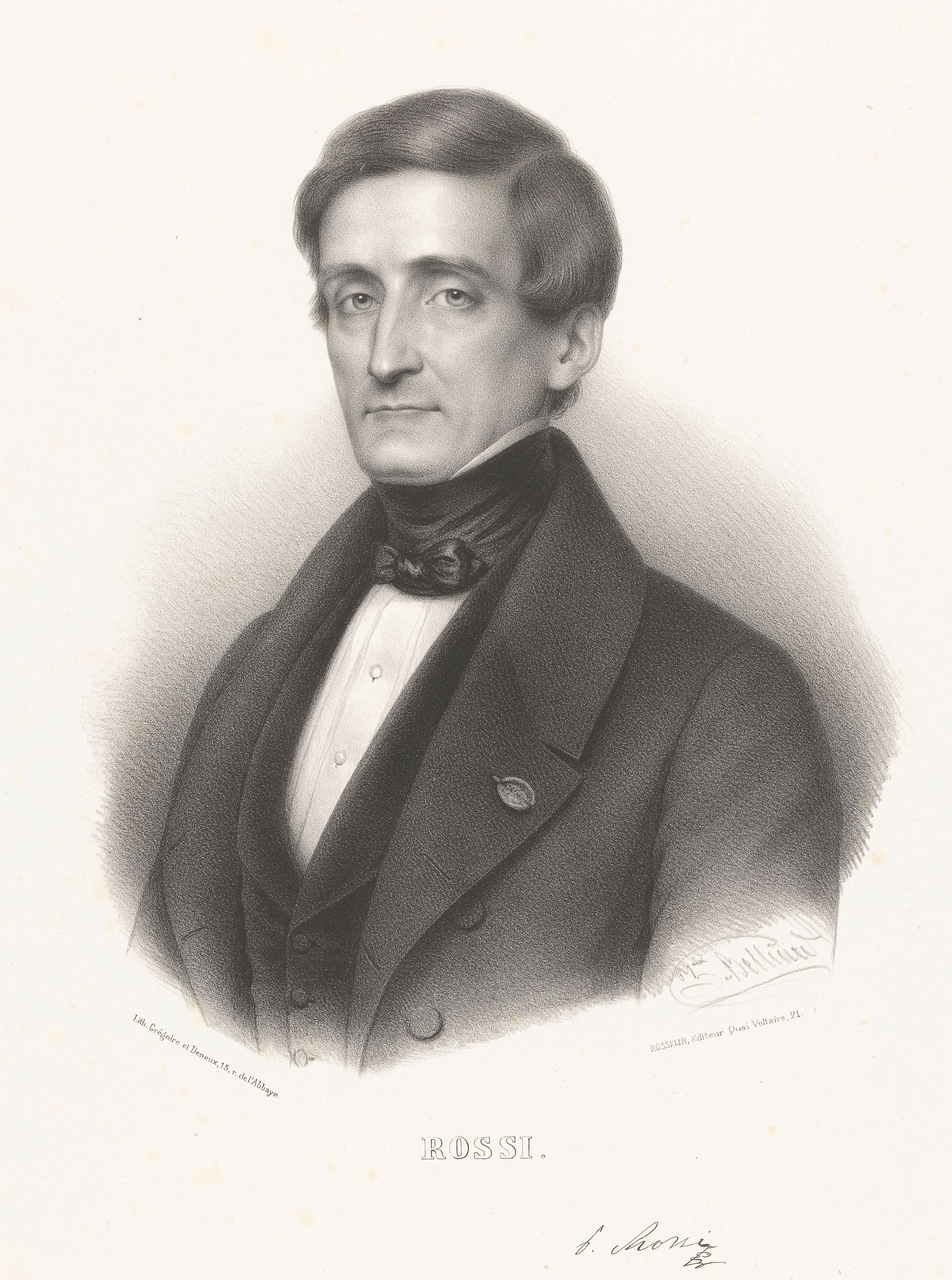
Pellegrino Rossi, Lithografie von Zéphirin Belliard (1798–1861)

Pellegrino Luigi Edoardo Rossi (* 13. Juli 1787 in Carrara; † 15. November 1848 in Rom) war ein italienischer Jurist, Nationalökonom, Diplomat und Politiker. Er wurde 1820 Bürger von Genf und 1838 von Frankreich. Als Innen-, Polizei- und Finanzminister des Papstes Pius IX. wurde er nach kaum zweimonatiger Amtstätigkeit ermordet.

## Leben
Rossi hatte Jura studiert und lehrte zunächst Strafrecht an der Universität von Bologna, als er unter Joachim Murat Generalkommissar für die besetzten Provinzen zwischen Tronto und Po wurde.
Nach dessen Niedergang musste Rossi 1816 Italien verlassen und ging nach Genf, wo er ab 1819 Römisches Recht lehrte. 1820 wurde er Mitglied des Rates des Kantons Genf. 1832 wurde er als Genfer Gesandter zur Tagsatzung geschickt, wo er Berichterstatter für die Revisionskommission des schweizerischen Bundesvertrages wurde. Er erarbeitete den von der Tagsatzung vom 17. Juli 1832 in Luzern in Auftrag gegebenen Entwurf einer neuen Verfassung (→Bundesverfassung der Schweizerischen Eidgenossenschaft), der unter dem Namen Rossi-Plan oder Bundesurkunde vom 15. Dezember 1832 bekannt wurde.
Von der Tagsatzung zur Regelung des polnischen Emigrantenwesens nach Paris gesandt, wurde er eingeladen, ab 1833 als Nachfolger von Jean-Baptiste Say am Collège de France Politische Ökonomie zu lehren. 1834 wurde er französischer Staatsbürger. Im gleichen Jahr begann er, an der Sorbonne Verfassungsrecht zu lehren. Außerdem wurde er Mitglied der 1832 gegründeten Académie des sciences morales et politiques. 1839 zum Pair von Frankreich erhoben, legte er seine Lehrämter nieder und trat 1840 in den Staatsrat ein, wo er sich mit dem Unterrichtswesen und später mit auswärtigen Angelegenheiten beschäftigte.
1845 als außerordentlicher Gesandter Frankreichs zum Heiligen Stuhl nach Rom entsandt, erhielt er im Mai 1846 den Rang eines Botschafters beim Kirchenstaat und wurde zum Grafen nobilitiert. An den Reformbestrebungen Pius IX., dessen Wahl er gefördert hatte, nahm er bedeutenden Anteil. Nach der Februarrevolution 1848 wurde er seiner Stellung als französischer Botschafter enthoben. Daraufhin nahm er die Staatsbürgerschaft des Kirchenstaats an.

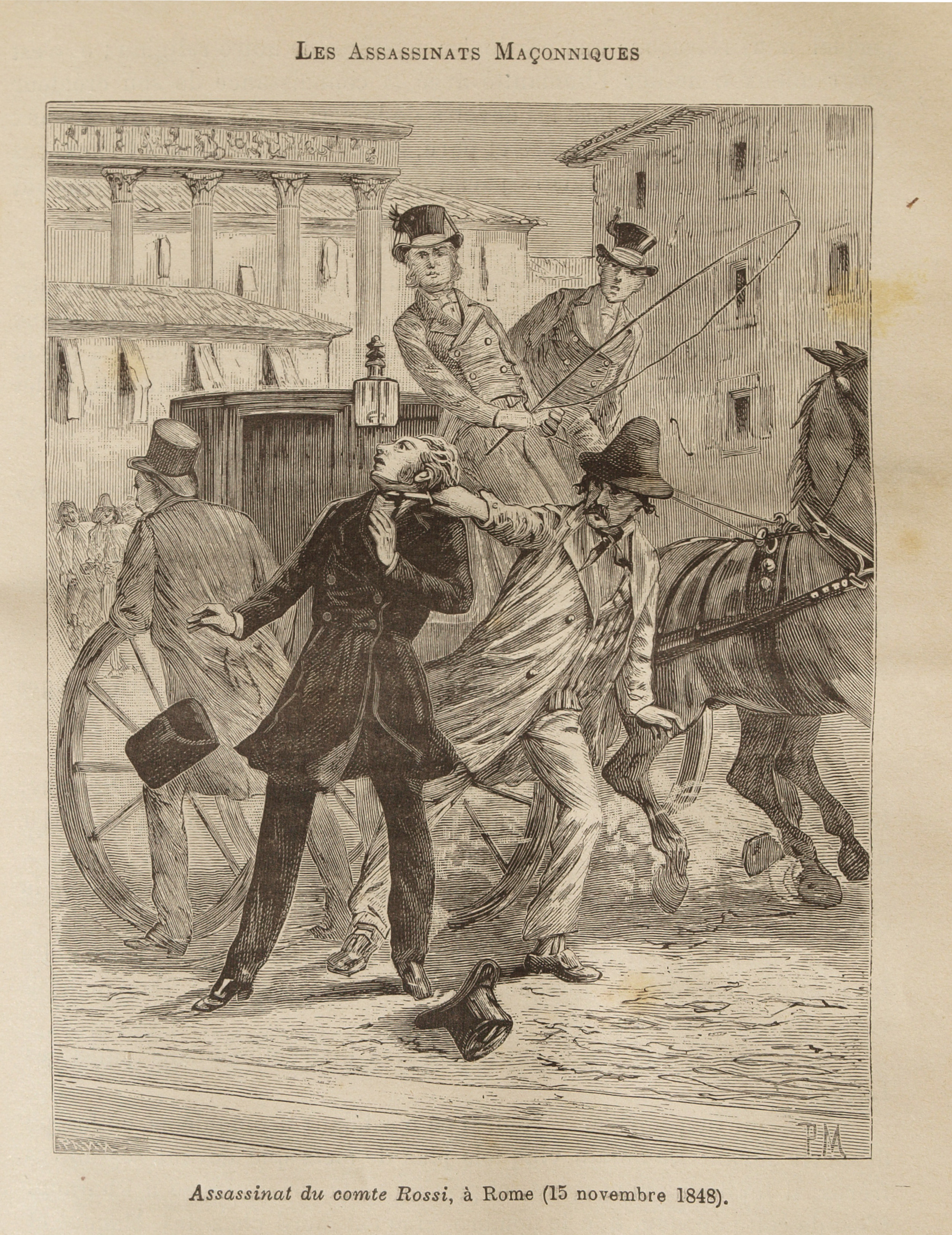
Ermordung des Grafen Rossi in Rom, Illustration aus dem Jahr 1886

Nachdem er, den nationalen Bestrebungen Italiens und dem Neoguelfismus zugeneigt, in Bologna zum Deputierten gewählt worden war, übernahm er nach dem Sturz von Terenzio Mamiani am 14. September 1848 in dem neugebildeten päpstlichen Kabinett das Ministerium für Inneres sowie provisorisch die Bereiche Polizei und Finanzen. Mit dieser zentralen Stellung als Premierminister erhielt er die schwierige Aufgabe, die päpstliche Herrschaft mit den liberalen Forderungen zu versöhnen.
Zwei Monate später, am 15. November 1848, wurde Rossi bei der Eröffnung der Deputiertenkammer auf der Freitreppe des Palastes der Cancellaria ermordet. Ein Dolch traf ihn an der Kehle und trennte seine Halsschlagader durch, so dass er verblutete. Das Attentat war das Signal zum Ausbruch der Revolution im Kirchenstaat, worauf am 23. November die Flucht des Papstes folgte. Der politische Mord löste einen Sturm der Empörung aus, insbesondere unter den Konservativen ganz Europas.
Aus einer Gruppe mutmaßlicher Täter wurden nach mehrjährigen Ermittlungen auf der Grundlage von Aussagen von Belastungszeugen der Bildhauer Sante Costantini und der ehemalige Offizier Luigi Grandoni ausgemacht und zum Tode durch Enthauptung verurteilt. Die Regierung Pius’ IX. ließ das Todesurteil am 22. Juli 1854 auf einer Guillotine an der Bocca della Verità nur gegen Costantini vollstrecken, nachdem sich Grandoni im Gefängnis bereits selbst umgebracht hatte. Beide hatten bis zuletzt ihre Unschuld bezeugt, ebenso wie fünf andere aus der Gruppe der Verdächtigten, die schließlich zu lebenslänglicher bzw. zwanzigjähriger Galeerenstrafe verurteilt wurden. Spätere Untersuchungen ergaben Zweifel an den Ergebnissen der päpstlichen Behörden und Indizien, dass Luigi Brunetti, ein Sohn des italienischen Nationalisten Angelo Brunetti, von den Carbonari zu der Tat angestiftet worden war.

## Ökonomische Lehren
Rossi setzte sich im Anschluss an David Ricardo für eine „rationelle Volkswirtschaftslehre“ der abstrakten deduktiven Vernunft-Überlegung ein. Die im Gegensatz dazu stehende Lehre der Ökonomen Adam Smith und Jean-Baptiste Say bezeichnete er als „angewandte“ Volkswirtschaftslehre. Hiervon unterschied er nochmals „Moral und Politik“, wie er Sozialpolitik nannte. Rossi beschrieb Ricardos Kostenwerttheorie und seine Grundrententheorie in leicht verständlicher Form, vertiefte aber seine eigenen ökonomischen Ideen nicht besonders analytisch.

## Werke
- Traité du droit pénal. 4. Aufl., 2 Bde., Paris 1872 (zuerst Paris 1829).
- Traité de droit constitutionnel francais. 2. Aufl., 2 Bde., Paris 1877 (zuerst Paris 1836).
- Cours d’économie politique. 4. Aufl., 2 Bde., Paris 1865 (zuerst Paris 1839–41).